# Šiogama
Šiogama (japonsky 塩竈市) je město v prefektuře Mijagi v Japonsku. K roku 2019 v ní žilo přes dvaapadesát tisíc obyvatel.

## Poloha
Šiogama leží na severovýchodně Honšú, největšího japonského ostrova, na pobřeží Tichého oceánu jižně od Sendai a severně od Macušimy.
Šiogama hraničí s Rifu na severu a západě, s Tagadžó na jihu a se Šičigahamou na jihovýchodě.

## Dějiny
Zdejší přístav byl významným střediskem námořního obchodu již od období Meidži a je zároveň důležitou základnou pro rybolov.
V roce 2011 při zemětřesení v Tóhoku zasáhla pobřeží Šiogami vlna cunami, která zcela zničila 672 budov a dalších 3278 významně poškodila.